# 河合町

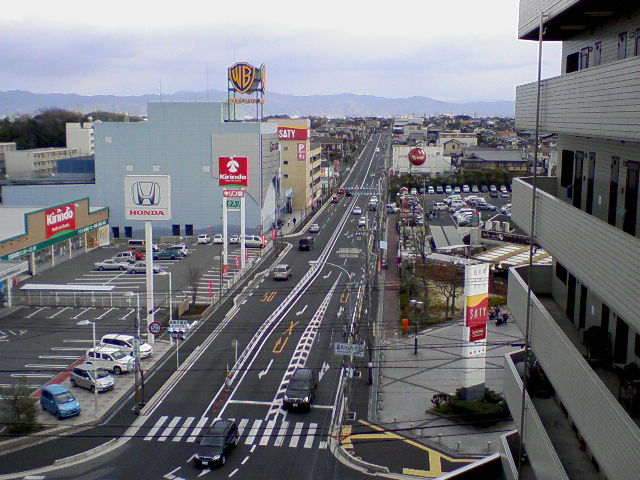
西大和ニュータウン（西大和ショッピングデパート近辺）2008年1月

河合町（かわいちょう）は奈良県北葛城郡の町。奈良盆地西部に位置する（奈良県全体では北西部に位置する）。

## 地理
西大和開発株式会社が1960年代から「西大和ニュータウン」を開発し、隣町の上牧町にまたがる大規模な住宅地を形成している。

### 地区
- 636-0053 池部（いけべ）
- 636-0053 池部（いけべ）1丁目〜3丁目
- 636-0091 泉台（いずみだい）1丁目〜3丁目
- 636-0093 大輪田（おおわだ）
- 636-0051 川合（かわい）
- 636-0082 薬井（くすりい）
- 636-0063 久美ケ丘（くみがおか）1丁目〜2丁目
- 636-0062 佐味田（さみた）
- 636-0092 城内（じょうない）
- 636-0081 星和台（せいわだい）1丁目〜2丁目
- 636-0071 高塚台（たかつかだい）1丁目〜3丁目
- 636-0052 長楽（ちょうらく）
- 636-0072 中山台（なかやまだい）1丁目〜2丁目
- 636-0054 穴闇（なぐら）
- 636-0055 西穴闇（にしなぐら）
- 636-0056 西山台（にしやまだい）
- 636-0073 広瀬台（ひろせだい）1丁目〜3丁目
- 636-0061 山坊（やまのぼう）
- 636-0057 彩りの杜（いろどりのもり）

## 歴史
古代の大和国広瀬郡の地であり、延喜式内廣瀬神社が鎮座し、川合大塚山古墳群・馬見丘陵古墳群など遺跡も豊富である。11世紀から14世紀にかけては、同地に東大寺領荘園小東荘があった。

### 沿革
- 1889年（明治22年）4月1日 - 町村制の施行により、広瀬郡川合村・長楽村・穴闇村・池部村・沢村・佐味田村・山坊村・大輪田村・城内村・西穴闇村・寺戸村・大野村・薬井村の区域をもって河合村が発足。
- 1892年（明治25年）2月12日 - 広瀬郡河合村の一部（大字沢・大野・寺戸）が箸尾村に編入。
- 1897年（明治30年）4月1日 - 広瀬郡河合村の所属郡が北葛城郡に変更。
- 1971年（昭和46年）7月1日 - 村章を制定[3]。
- 1971年（昭和46年）12月1日 - 河合村が町制施行して河合町となる。

2003年に河合町・王寺町・上牧町・斑鳩町・三郷町・平群町・安堵町の7町を合併し、西和市とする計画があったが、王寺町・斑鳩町の住民投票で反対多数となり合併はされなかった。

### 町域の変遷
| 明治22年 | 明治29年 | 昭和46年 | 現在     |
| -------- | -------- | -------- | -------- |
| 奈良県   |          |          |          |
| 広瀬郡   | 北葛城郡 | 北葛城郡 | 北葛城郡 |
| 河合村   | 河合村   | 河合町   | 河合町   |

## 行政
- 町長：森川喜之

なお、衆議院議員選挙の選挙区は「奈良県第2区」、奈良県議会議員選挙の選挙区は「北葛城郡選挙区」（定数：3）となっている。

### 町役場

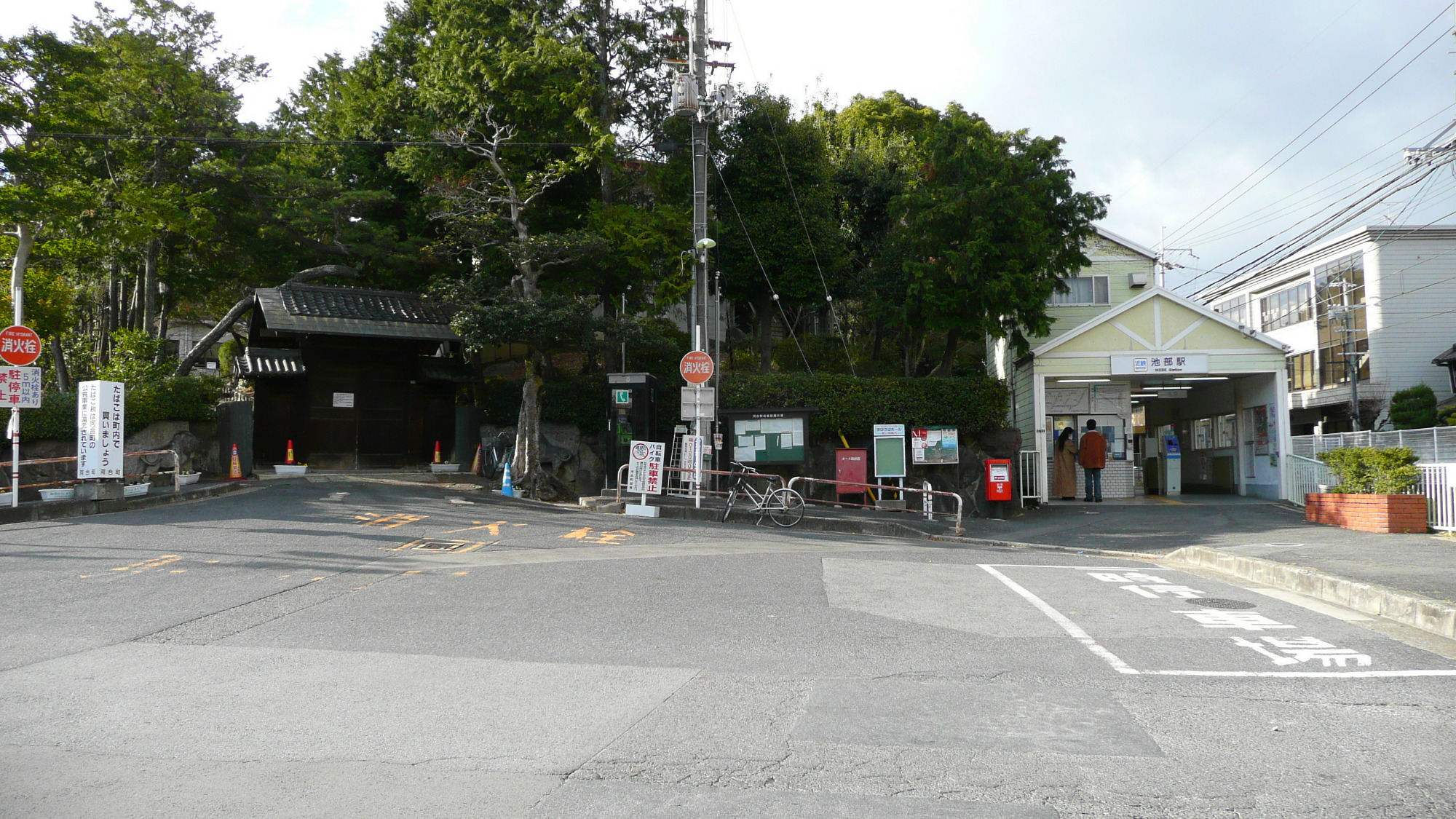
池部駅（右）と町役場正門（左）

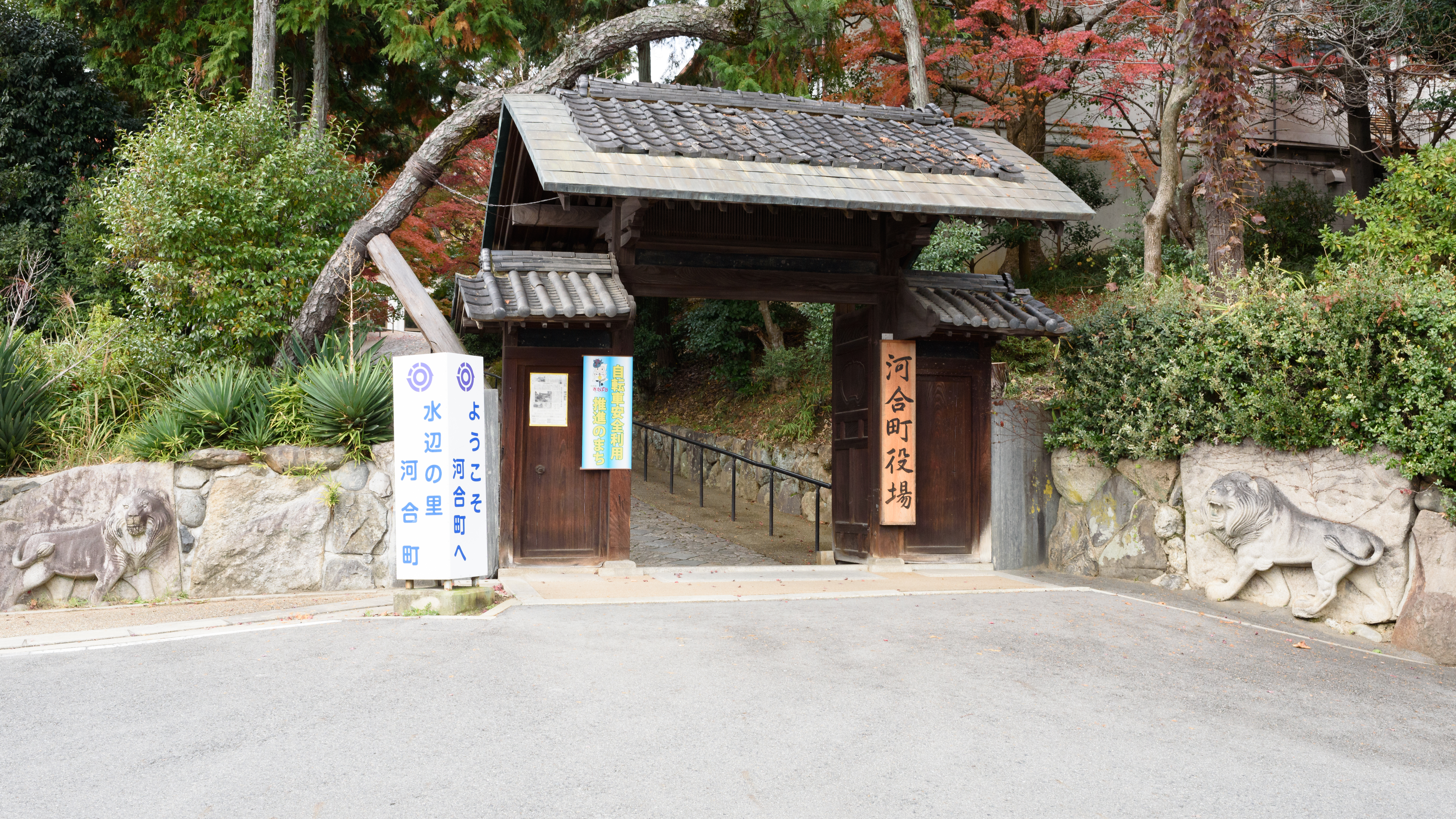
町役場正門、左右の石に阿吽一対の獅子

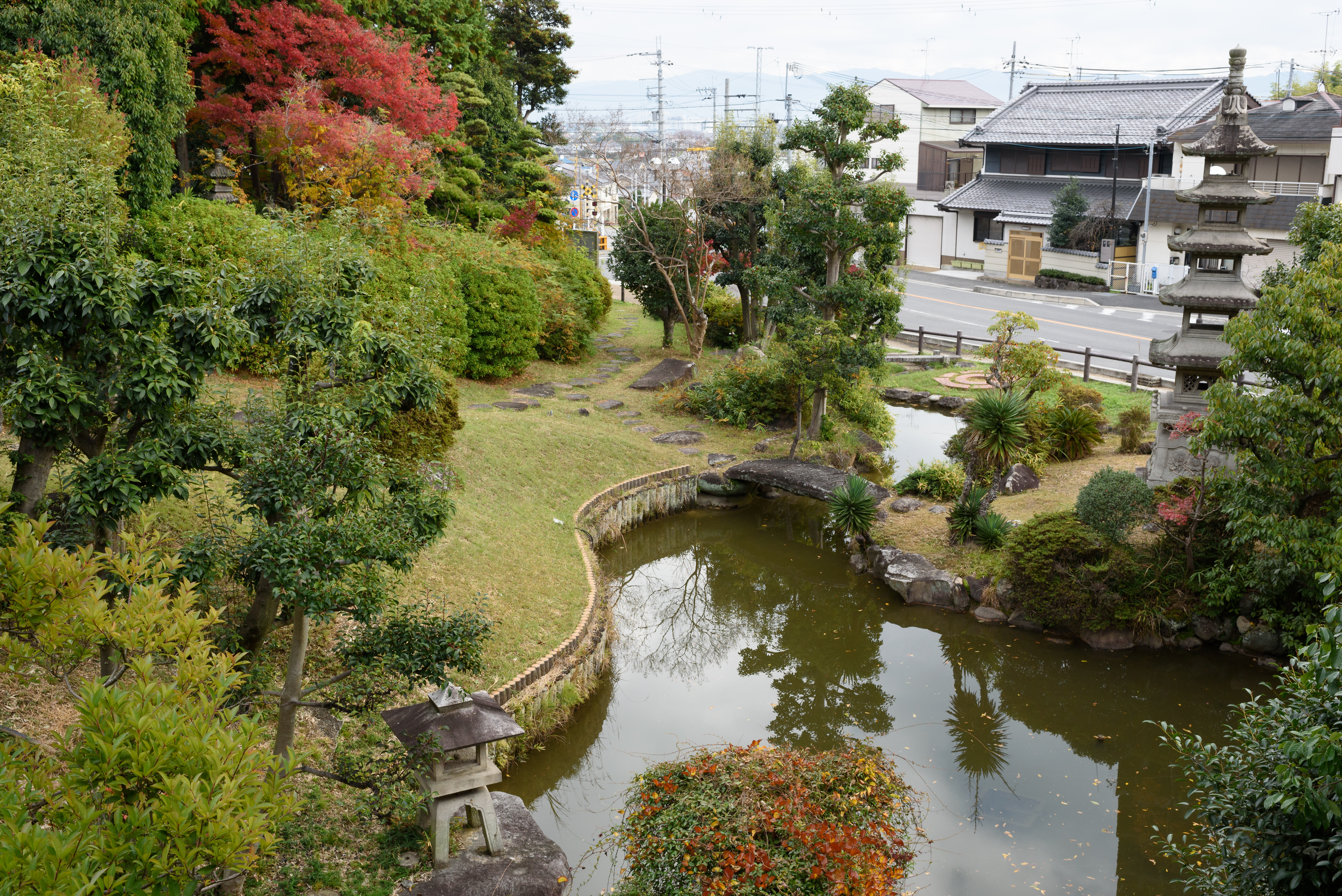
旧豆山荘庭園

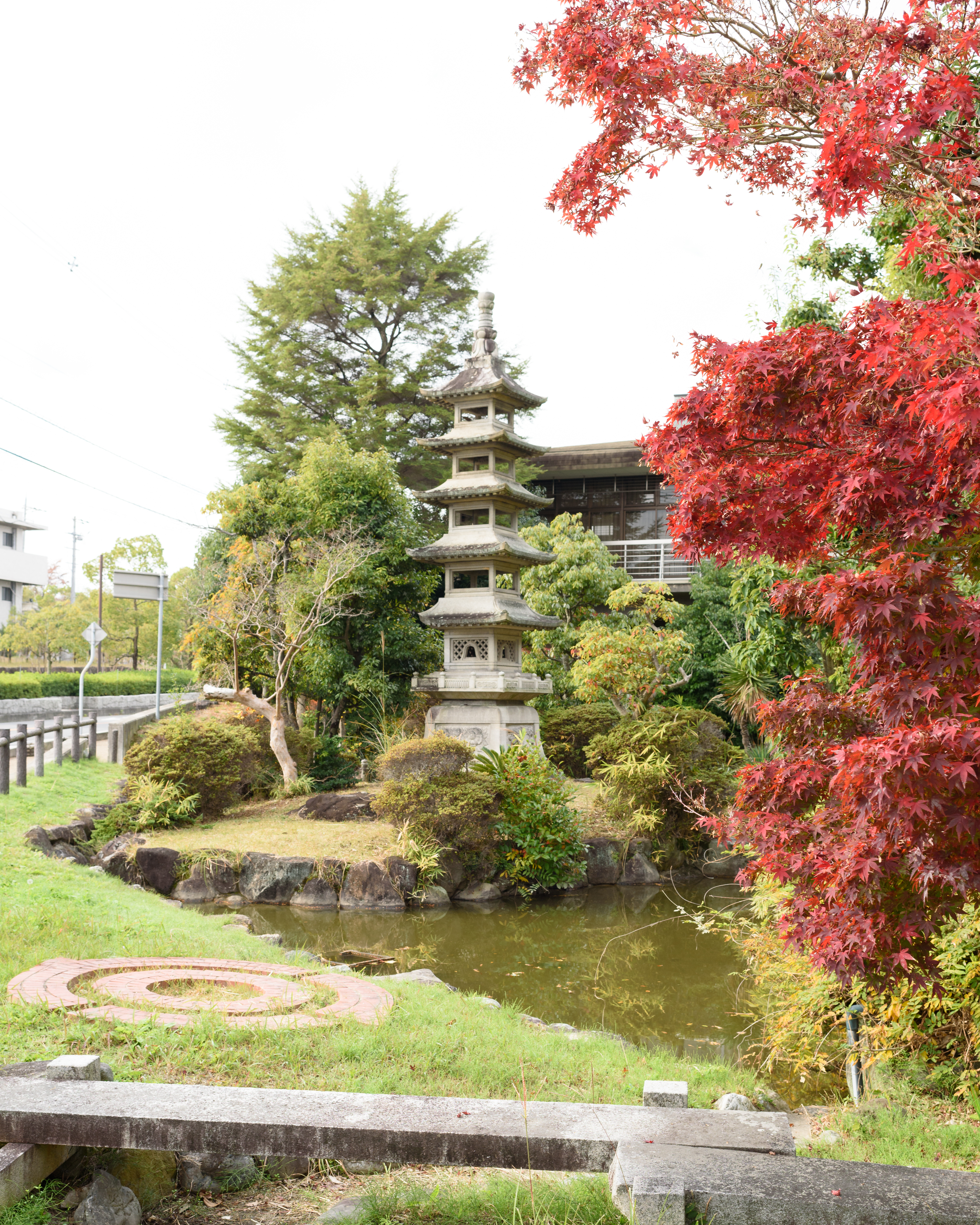
旧豆山荘庭園

河合町役場は奈良県北葛城郡河合町池部1丁目1番1号に所在する。近鉄田原本線池部駅下車徒歩1分。同一敷地内には、老人福祉センター（森本千吉旧邸・役場旧庁舎）、セミナーハウスなどがある。
町役場の敷地は、もともと「豆山荘」（まめやまそう）と呼ばれる邸宅地であり、日本庭園（池泉回遊式庭園）がある。役場の正門は大正時代に建築された木製瓦葺の屋敷門で、「河合町役場」と墨書された木の看板がかけられており、門の両脇には阿吽一対のライオンのレリーフを施した石が配置されている。門から庁舎まではゆるやかな上り坂となっており、庭園を通って庁舎に入ることになる。「町役場の門とは思えない」光景はメディアにしばしば取り上げられ、また町の側もその珍しさを自任している。『河合町史』には「全国でも珍しい存在」との記載があり、町が選定した人気のある名所「河合八景」の一つにも「役場の古い門」が選ばれている。
「豆山荘」は、田原本線の前身となった鉄道を敷設した大和鉄道の創業者・森本千吉によって、大正時代（阿吽のライオンには大正12年（1923年）の文字が刻まれている）に作られた邸宅である。1937年に森本が没したのちは、地元財界人の吉川京松が譲り受けて管理していた。「豆山」とは、馬見丘陵一帯をさす通称である。1948年、中学校建設に伴って村役場の移転が必要となった際、当時の村長は吉川に「豆山荘」に役場を移転する要望を出した。吉川は快諾し、同年町に「豆山荘」を譲渡した。以後、「豆山荘」森本千吉旧邸（現在は老人福祉センター）が村役場として使用されるようになった。
1971年に町制が施行され河合町が発足すると、新庁舎が建設された（1975年完成）。この際に「豆山荘」の建物や庭の一部は撤去されており、往時の1/2～1/3程度の規模になっている。
正門は役場の開庁・閉庁時間に合わせて開閉するが（車の通行可能な入口は別に設けられている）、庭園は散策可能である。

### 町の財政
2010年代以降、町の財政が極端に悪化。奈良県は2019年度の普通会計決算から5年連続で財政状況が悪いとして「重症警報」を発令し続けた。
奈良県は、財政健全化の推進に関する協定の締結及び財政支援を行うとともに、2023年には、県から町に対して副町長を派遣した。

## 姉妹都市･提携都市

### 海外
姉妹都市
- マジュロ市（マーシャル諸島マジュロ環礁） 
1985年（昭和60年）2月6日 - 姉妹都市盟約締結[15]

河合町の地場産業「貝ボタン」の原材料として、マーシャル諸島からのタカセガイ（サラサバテイラ）やクロチョウガイを使用している縁。その関係は明治時代にさかのぼる。「相互の産業振興と文化交流を推し進める」ため、マーシャル諸島共和国の首都マジュロとの姉妹都市協定を河合町から打診した。
河合町では、町民の中学生（2年生ならびに3年生）を対象に、夏休み期間中のマジュロ市への短期ホームステイプログラムを実施している。詳細は、当該時期の町報に記載されている。

### 国内
提携都市
- 飛騨市（岐阜県）
2002年（平成14年）12月27日 旧河合村と友好都市提携

## 経済
- 岡井食産：穴闇にある。
- 東洋ベーカリー：西穴闇にある食品メーカーであり、学校給食委託会社である。パンや米飯を主に製造している。生駒郡、北葛城郡などの各幼稚園・小学校・中学校ほか一部の近隣高等学校への購買で販売されているパンなどを製造・配達を行っている。現在、ホームページは存在しない。

### 金融機関
- 南都銀行　西大和支店（星和台）

### 日本郵政グループ
（※2014年6月現在）
- 日本郵便株式会社

- 河合郵便局（川合）
- 西大和星和台郵便局（星和台）　★
- 西大和高塚台郵便局（高塚台）

- 大輪田簡易郵便局（大輪田）
- 池部簡易郵便局（池部）
- 佐味田簡易郵便局（佐味田）

※ ★印はゆうちょ銀行ATMのホリデーサービス実施局。
町内全域の集配業務は王寺郵便局（北葛城郡王寺町王寺）が担当している。
このほかに近畿郵政研修センター（高塚台）がある。

## 地域

### 人口
| |                                        |  |
| 河合町と全国の年齢別人口分布（2005年） | 河合町の年齢・男女別人口分布（2005年） |  |
| ■紫色 ― 河合町 ■緑色 ― 日本全国 | ■青色 ― 男性 ■赤色 ― 女性              |  |
| 河合町（に相当する地域）の人口の推移 \| 1970年（昭和45年） \| 7,693人 \| \| \| 1975年（昭和50年） \| 12,080人 \| \| \| 1980年（昭和55年） \| 15,793人 \| \| \| 1985年（昭和60年） \| 18,105人 \| \| \| 1990年（平成2年） \| 19,408人 \| \| \| 1995年（平成7年） \| 19,903人 \| \| \| 2000年（平成12年） \| 20,126人 \| \| \| 2005年（平成17年） \| 19,446人 \| \| \| 2010年（平成22年） \| 18,531人 \| \| \| 2015年（平成27年） \| 17,941人 \| \| \| 2020年（令和2年） \| 17,018人 \| \| |                                        |  |
| 総務省統計局 国勢調査より |                                        |  |
| 1970年（昭和45年） | 7,693人                                |  |
| 1975年（昭和50年） | 12,080人                               |  |
| 1980年（昭和55年） | 15,793人                               |  |
| 1985年（昭和60年） | 18,105人                               |  |
| 1990年（平成2年） | 19,408人                               |  |
| 1995年（平成7年） | 19,903人                               |  |
| 2000年（平成12年） | 20,126人                               |  |
| 2005年（平成17年） | 19,446人                               |  |
| 2010年（平成22年） | 18,531人                               |  |
| 2015年（平成27年） | 17,941人                               |  |
| 2020年（令和2年） | 17,018人                               |  |

奈良県統計

- 2007年10月1日現在 :　19,202人
- 人口増加率（2002年→2007年） : -3.3%

### 教育

#### 小学校
- 河合町立河合第一小学校（池部）
- 河合町立河合第二小学校（星和台）

#### 中学校
- 河合町立河合第一中学校（池部）
- 河合町立河合第二中学校（星和台）
- 西大和学園中学校（薬井）

#### 高等学校
- 西大和学園高等学校（薬井）

#### 短期大学
- 大和大学白鳳短期大学部（薬井）

### 福祉

#### 保育園
- 社会福祉法人 白鳳会 西大和保育園（星和台）

### 県の施設
- 馬見丘陵公園　公園館（佐味田）

## 交通

### 鉄道
- 近畿日本鉄道（近鉄）
  - 田原本線 : 大輪田駅 - 佐味田川駅 - 池部駅

役場最寄り駅は池部駅。
なお、西日本旅客鉄道（JR西日本）：関西本線（大和路線）が法隆寺駅 - 王寺駅間で河合町大輪田を通過しており、町内の通過区間内には変電所が設けられているが、駅はない。

### バス
- 奈良交通 - 町北西部の薬井地区および大輪田駅南側の住宅地を経由する路線を運行している。起終点は王寺駅および五位堂駅であり、早朝に片道1本運行される大輪田駅行きを除き河合町内の鉄道駅には発着しない。
  - 2・急2：王寺駅（南） - 星和台一丁目 - 片岡台三丁目 - 桜ヶ丘一丁目
  - 4・5・6：王寺駅（南） - 星和台一丁目 - 片岡台三丁目 - 広瀬台二丁目 - 桜ヶ丘三丁目
  - 3・13・15：王寺駅（南） - 星和台一丁目 - 片岡台三丁目 - 上牧出合 - 五位堂駅
  - 16：王寺駅（南） - 星和台一丁目 - 片岡台三丁目 - 服部記念病院
  - 33：五位堂駅 - 馬見丘陵公園
- 河合町巡回ワゴン「すな丸号」 - 町内全域で運行。無料。月曜日及び年末年始は運休。

このほか、町東部の川西町との町境付近にある地域は川西町コミュニティバス「川西こすもす号」の保田公民館前停留所に近く、同停留所より近鉄橿原線の結崎駅へ向かうことができる。

### 道路

#### 高速道路
- 西名阪自動車道
  - 法隆寺IC

#### 県道
- 主要地方道
  - 奈良県道5号大和高田斑鳩線
  - 奈良県道14号桜井田原本王寺線
  - 奈良県道36号天理王寺線
- 一般県道
  - 奈良県道132号河合大和高田線

## 名所・旧跡・観光・祭事・催事

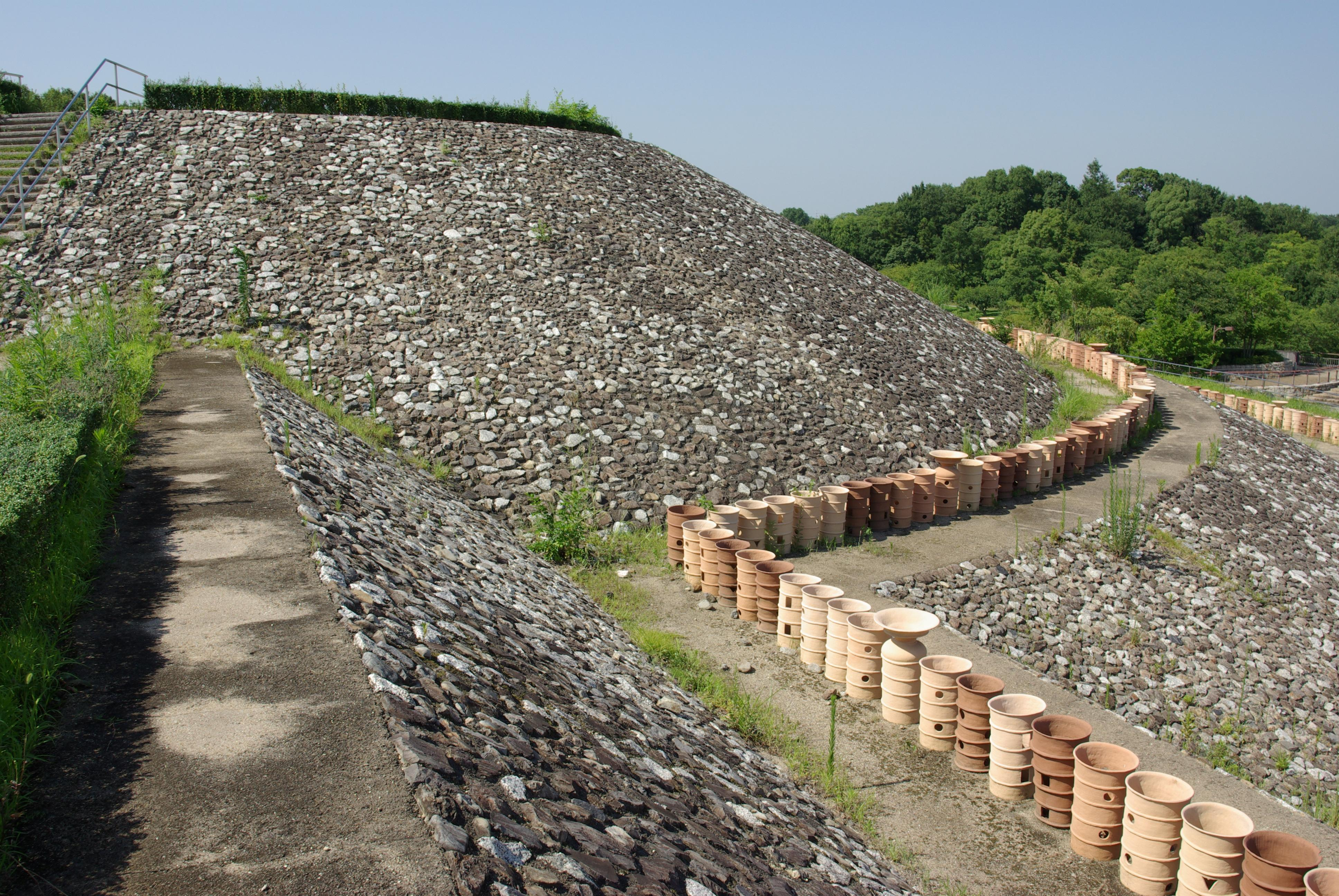
ナガレ山古墳

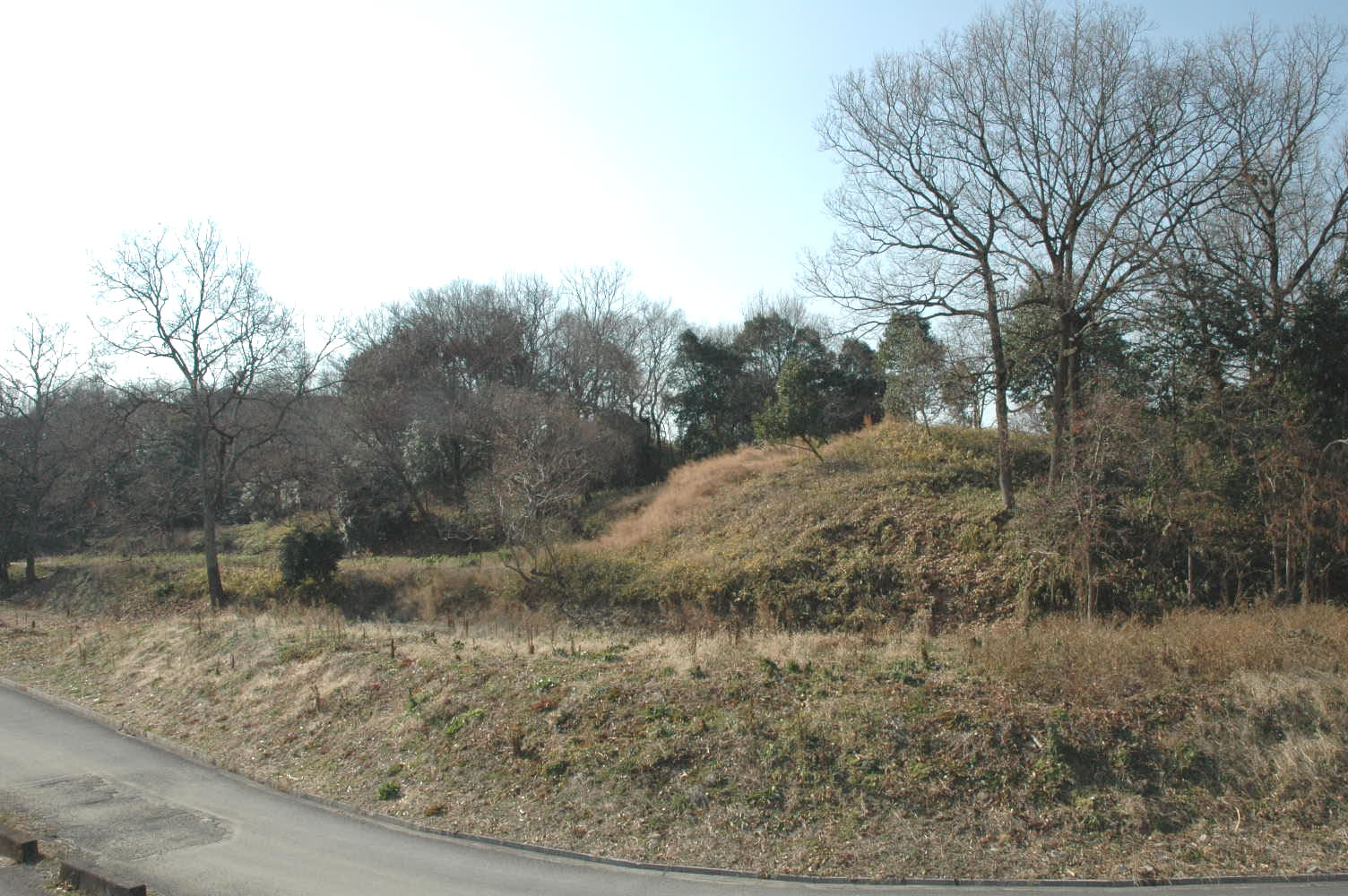
佐味田宝塚古墳

### 名所・旧跡
- 馬見丘陵公園
- ナガレ山古墳
- 廣瀬大社
- 長林寺
- 大塚山古墳群
- 佐味田宝塚古墳

### 祭事
- 砂かけ祭（廣瀬大社）毎年2月11日

## 主な出身者
- 西嶋弘之：サッカー選手
- 牛島和彦：元プロ野球選手。河合町は出生地で、大阪府大東市育ち。
- 竹田瑞紀：女性ファッションモデル
- ジンジャー・廣瀬：プロレスラー（なら万葉プロレス）
- 黒川史陽：プロ野球選手 東北楽天ゴールデンイーグルス